# Helena's parotia
Helena's parotia of oostelijke parotia (Parotia helenae) is een paradijsvogel uit het geslacht Parotia die voorkomt in Papoea-Nieuw-Guinea. De soort werd heel lang beschouwd als een ondersoort van de Lawes' parotia (P. lawesii helenae). De wetenschappelijke naam is een eerbetoon aan Helena van Saksen-Coburg en Gotha, de derde dochter van de Britse koningin Victoria.

## Kenmerken
De vogel is 28 cm lang. Vrouwtjes zijn overwegend bruin met een dwarsgestreepte borst. De vogel lijkt qua uiterlijk en gedrag sterk op Lawes' parotia, alleen de zilverwitte veertjes op het voorhoofd ontbreken.

## Voorkomen en leefgebied
De soort is endemisch in Papoea-Nieuw-Guinea in het uiterste zuidoosten van de hooglanden in gebergtebossen op een hoogte van 1400 m tot 1900 m boven de zeespiegel.

## Status
Helena's parotia komt niet als aparte soort voor op de lijst van het IUCN, maar is daar (nog) een ondersoort van Lawes' parotia (Parotia lawesii).